# Loch Migdale
Loch Migdale är en sjö i Storbritannien.   Den ligger i kommunen Highland och riksdelen Skottland, i den norra delen av landet, 700 km norr om huvudstaden London. Loch Migdale ligger 35 meter över havet. Arean är 1,0 kvadratkilometer. I omgivningarna runt Loch Migdale växer i huvudsak blandskog. Den sträcker sig 1,1 kilometer i nord-sydlig riktning, och 2,5 kilometer i öst-västlig riktning.